# Stazione di Fontana Liri
La Stazione di Fontana Liri è una stazione ferroviaria della ferrovia Avezzano-Roccasecca, uno dei due scali a servizio del comune di Fontana Liri.

## Storia
La stazione è stata aperta il 1º luglio 1891 insieme alla tratta Arce-Sora della ferrovia Avezzano-Roccasecca a cui appartiene. È la stazione principale del comune di Fontana Liri e si trova alle pendici del centro storico. Presenta delle caratteristiche abbastanza inusuali dal punto di vista strutturale, infatti parte del marciapiede si trova sopra il viadotto Avallamento, posto a sud della stazione. Si tratta di una delle opere ingegneristiche più imponenti di questa linea con 7 luci di cui 3 da 10 metri ed un’altezza considerevole.
Fontana Liri ha da sempre un solo binario a causa della mancanza di spazio per poter costruire il secondo e, in passato quando era attivo, ha movimentato traffico merci fra lo Stabilimento Militare Propellenti (dell'Agenzia industrie difesa) e Arce, tramite quella che ad oggi è la Stazione di Fontana Liri Inferiore un tempo un umile scalo merci.
Il fabbricato viaggiatori (ricostruito dopo i danni causati dalla guerra) presenta delle dimensioni medie ed oggi il secondo piano è abitato. Al pian terreno sono presenti gli uffici dell'aiuto movimento, ormai chiusi e abbandonati da anni a seguito dell’impresenziamento dell’impianto, ed una sala d’attesa. Se oggi la situazione del traffico passeggeri è abbastanza mediocre, in passato sono esistite relazioni periodiche da e per Roccasecca che terminavano a Fontana Liri, a testimonianza di quanto fosse utilizzata la ferrovia nella valle del Liri. Oggi i passeggeri più frequenti sono gli studenti che si recano a Sora o Cassino.
Partiti dalla stazione alla volta di Avezzano si può ammirare il santuario della Madonna di Loreto (1560 circa) sul cui portale di ingresso è presente la scritta “Tu che passi saluta Maria”.
La Stazione sarà riaperta al pubblico e servirà il comune di Fontana Liri entro il 2025, a circa 13 anni dalla soppressione del servizio viaggiatori avvenuta nel 2012. La riattivazione sarà possibile grazie ad una raccolta firme portata avanti dai cittadini.

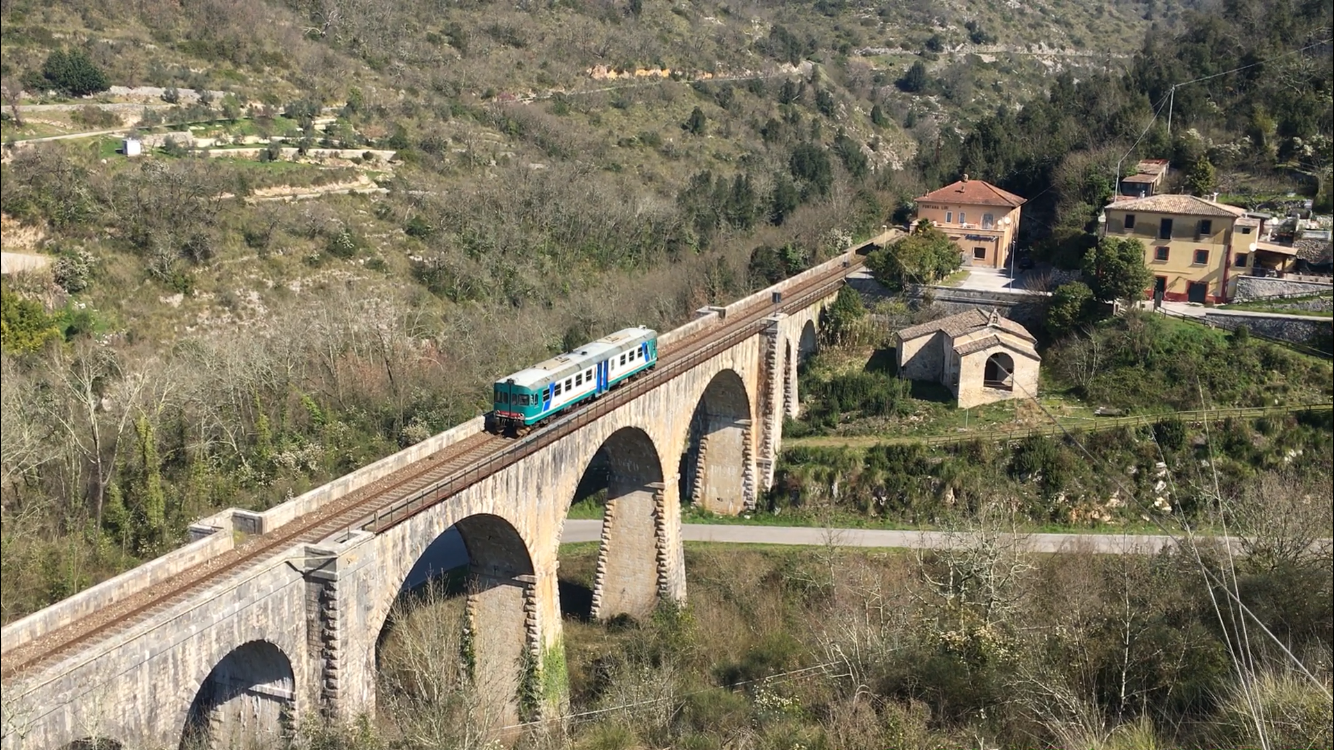
ALn 668 3300 in corsa sul Viadotto Avvallamento della stazione di Fontana Liri. Sullo sfondo possiamo vedere la Stazione di Fontana Liri immersa nel contesto della contrada omonima.

## Strutture e impianti
Nel 2006 è stata dotata della nuova segnaletica RFI.
L'ultima ristrutturazione dell'impianto è avvenuta a settembre 2021.
Nell'estate del 2022 la Stazione, insieme all'intera linea, è stata interessata da lavori di rinnovo dell'armamento e attrezzaggio propedeutico per l'installazione del sistema di segnalamento di ultima generazione di tipo ETCS Regional livello 2/3, che verrà ultimato negli anni successivi.

## Movimento
I treni in transito sono esclusivamente di tipo regionale  e le loro principali destinazioni sono Avezzano, Sora e Cassino.

## Servizi
•  Sala d'attesa

## Interscambi
•   Interscambio a 100m dalla stazione con la linea 4 (orari linea: https://www.bianchielvira.it/autolinee-tpl/ ) delle autolinee 'Bianchi Elvira' (sito:https://www.bianchielvira.it/).